# 温迪施加尔施滕
温迪施加尔施滕是奥地利上奥地利州克雷姆斯河畔基希多夫县的一个市镇。总面积4.9平方公里，总人口2452人，人口密度500.4人/平方公里（2005年）。